# 自拍

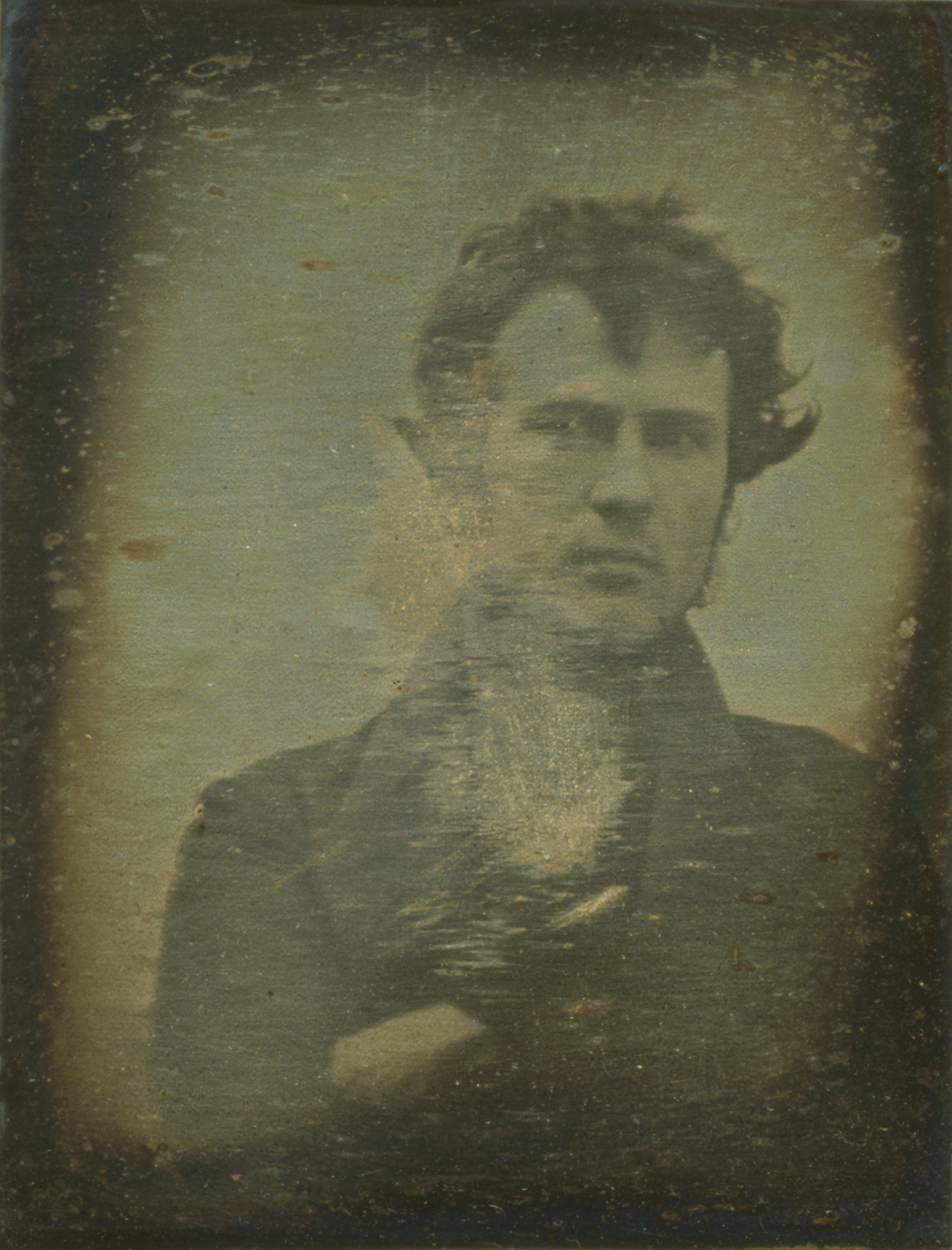
羅伯特·科尼利厄斯自拍照，攝於1839年，是人类历史上的第一张自拍照。

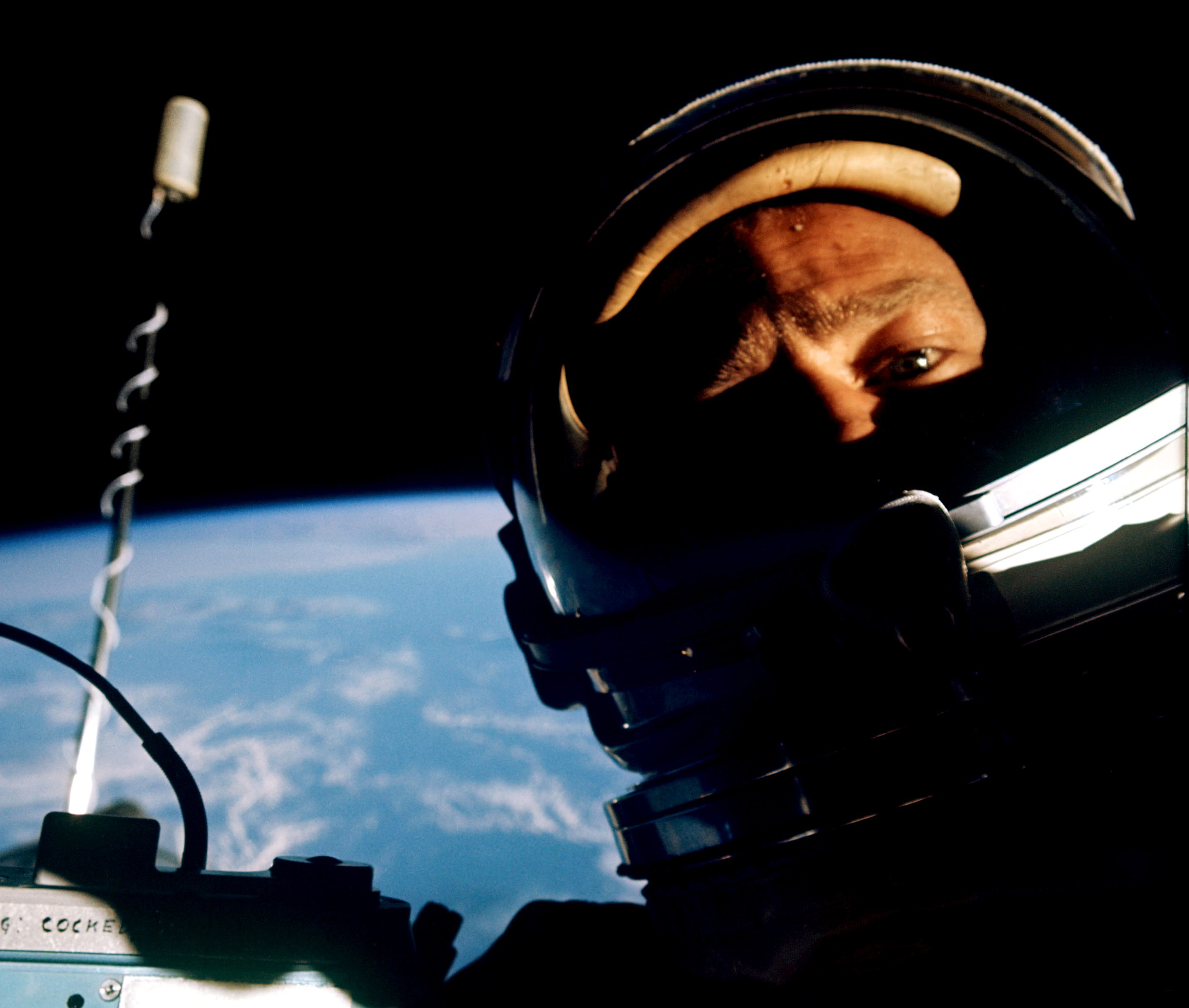
1966年，太空人伯茲·艾德林在太空出艙活動中對自己拍下一張第一張自拍相片，這可能是人類第一張在外太空進行自拍的相片。

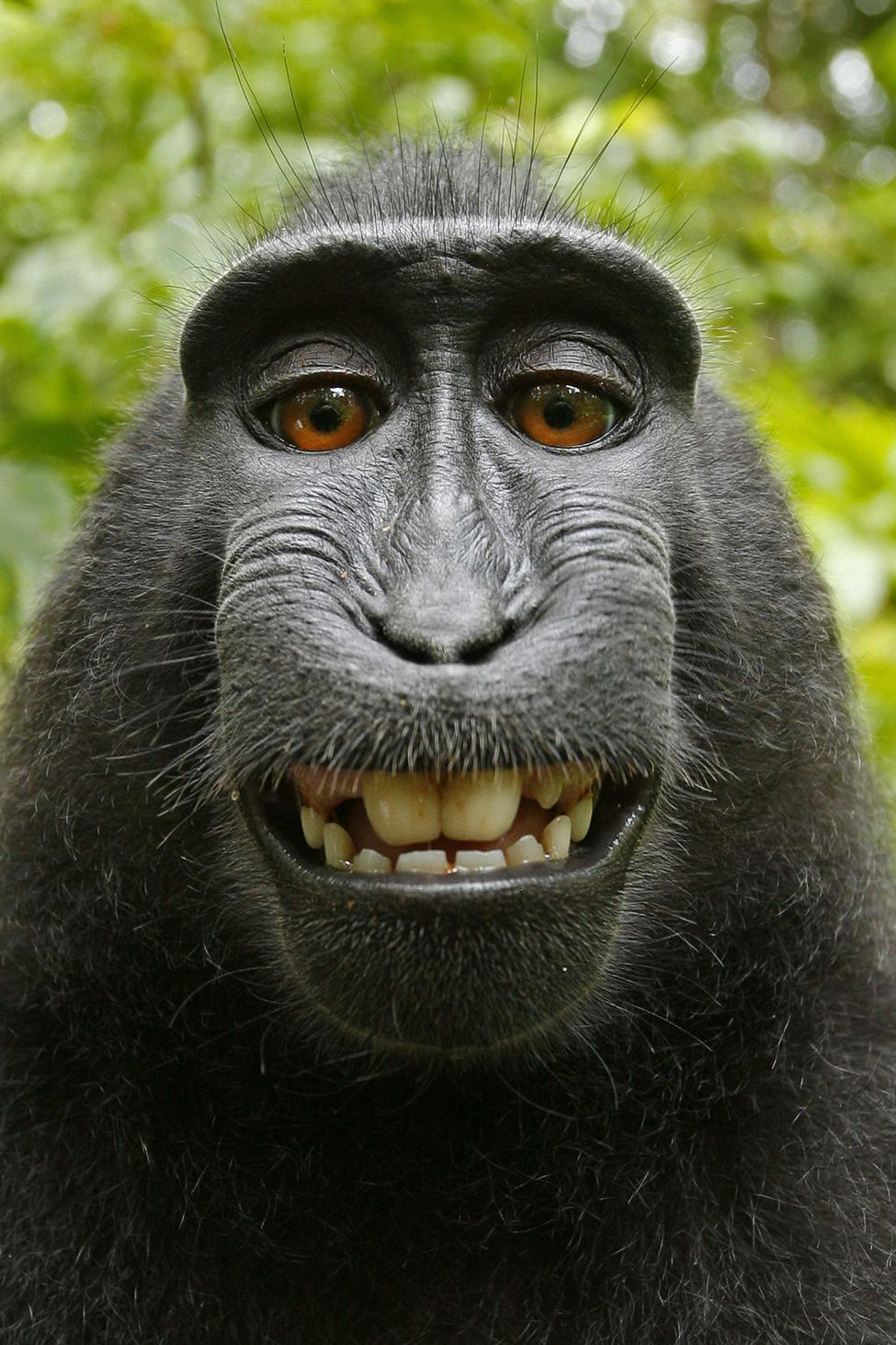
一只名叫「拉魯圖」的黑冠獼猴的自拍照，摄于印度尼西亚北苏拉威西省。

自拍（英語：selfie）是自我拍攝相片的形式之一，一般指使用手持的數位相機或智能手机拍攝，常與社交網絡相關。人們「可以隨心所欲地為自己拍照」，將自拍照片放上社交網絡、論壇等。
就像青少年喜歡通過不同的衣服和髮型表現，心理學家傑佛瑞·阿奈特表示，自拍通過高科技使年輕人得到了表達衝動的機會，這在心理學上稱為想像觀眾。「這可以讓青少年認為他們受到了比實際更多的關注，人們時刻都在看著他們並注意他們在做什麼，甚至看著他們走進飯堂。」
2012年，日本太空人星出彰彥在外太空上傳了一張自拍照，此為第一張從外太空上傳的自拍。

## 另見
- 自画像
- 素人藝術
- 自拍杆